# Drakolimni

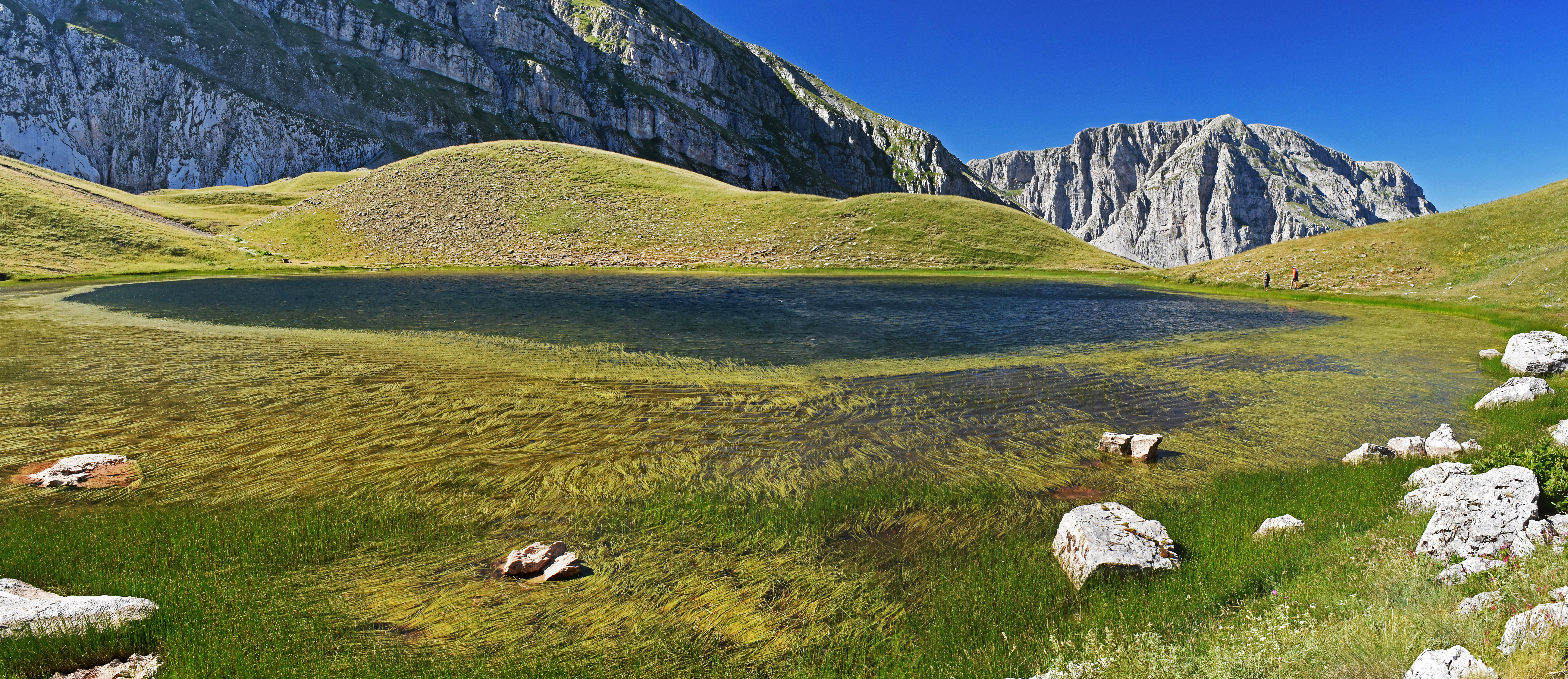
Drakolimni op de berg Tymfi.

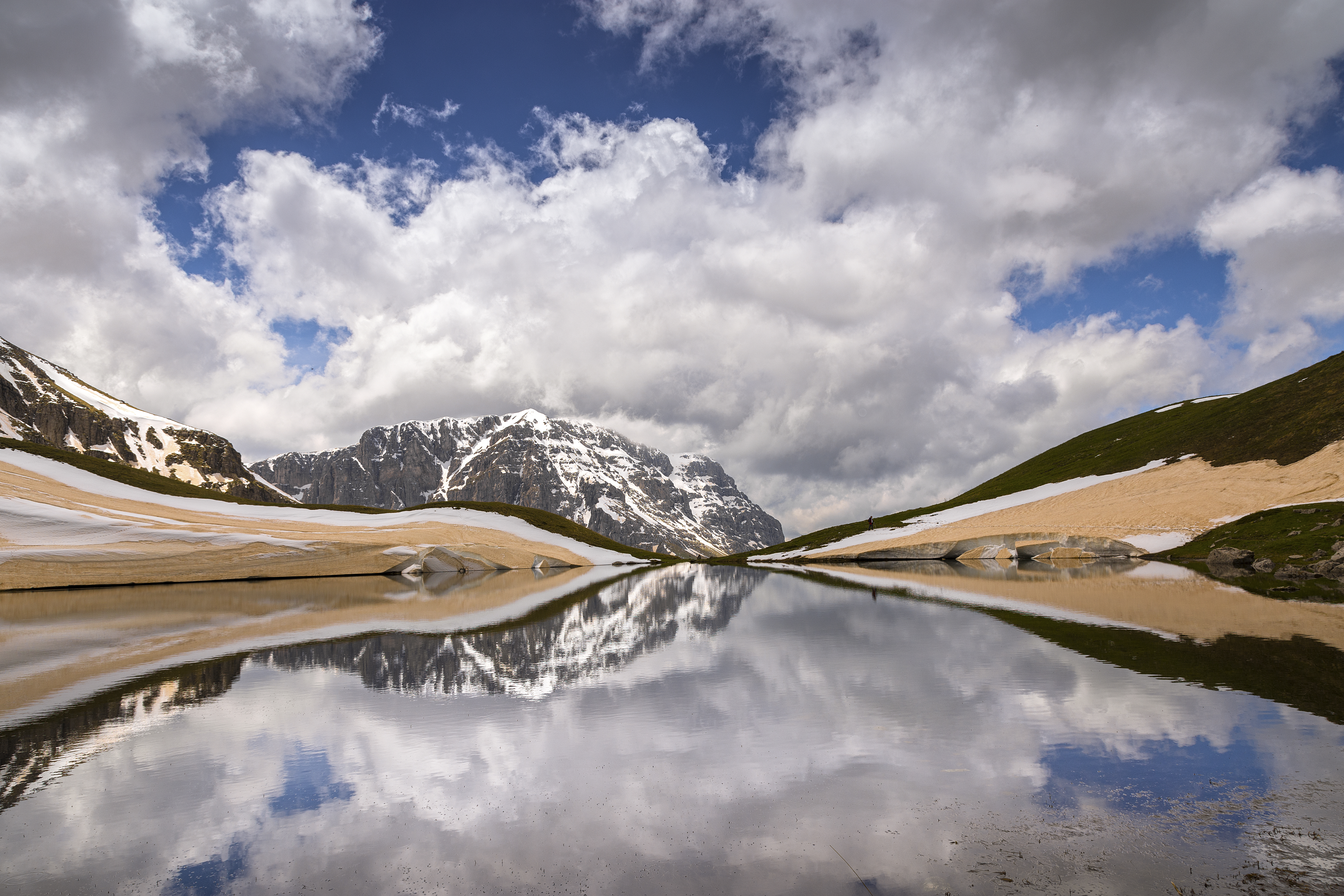

Drakolimni (Grieks: Δρακολίμνη, "Drakenmeer") is de naam van verschillende alpiene of subalpiene meren in Epirus, in het noordwesten van Griekenland. De meren bij de bergen Tymfi en Smolikas zijn het meest bekend. Volgens lokale volksverhalen werden de meren bewoond door draken die elkaar bestreden door dennen en rotsen te gooien en zo het eigenaardige landschap creëerden. De naam Drakolimni is daarvan afgeleid.

## Meer bij Tymfi
Het meer bij Tymfi ligt op een hoogte van 2050 m boven de zeespiegel, in het Vikos-Aoös Nationaal Park. Het ligt tussen de toppen Ploskos (Grieks: Πλόσκος) en Astraka (Grieks: Αστράκα). Gelegen op 5 uur loopafstand van het dorp Papingo is het meer een populaire bestemming in het Vikos – Aoös National Park. Het meer wordt bewoond door de Alpenwatersalamander.

## Meer bij Smolikas
Het meer bij Smolikas ligt op de westelijke helling van deze berg, de op één na hoogste berg van Griekenland. Smolikas ligt een paar kilometer ten noorden van Tymfi, alleen gescheiden door de kloof van de rivier de Aoos. Dit meer wordt ook bewoond door de Alpenwatersalamander.